# Лидингтон, Дэвид
Дэвид Рой Лидингтон (англ. David Roy Lidington; род. 30 июня 1956, Лондон) — британский политик-консерватор, член Палаты общин от Эйлсбери с 1992 года, канцлер герцогства Ланкастерского и министр кабинета (2018—2019).
С 2010 по 2016 год был государственным министром по делам Европы Министерства иностранных дел и по делам Содружества наций Великобритании, с 2016 года по 2017 год — лидер Палаты общин и лорд-председатель Совета, CBE.

## Образование
Начальное образование Дэвид Лидингтон получил в The Haberdashers' Aske’s Boys' School, которая в то время была непосредственно субсидируемой гимназией, затем он окончил Сидней Суссекс Колледж в Кэмбридже и получил степень доктора философии в 1988 году. Его работа была посвящена исполнению уголовных законов на казначейском дворе в 1558—1576 годах.
Его брат, Питер Лидингтон, также является историком и работает преподавателем истории в Клифтон-Колледже в Бристоле. В университете Дэвид Лидингтон был председателем Консервативной Ассоциации Кэмбриджского Университета и заместителем Председателя Союза студентов Кэмбриджа.

## Карьера
Начал свою карьеру в британской энергетической компании BP и международной горнодобывающей компании Rio Tinto Group, прежде чем работать в течение трёх лет консультантом члена правительства Дугласа Хёрда. В 1987 году безуспешно пытался стать членом парламента от округа Воксхолл.
9 апреля 1992 года избран в Палату общин от избирательного округа Эйлсбери в Бакингемшире. В 1994—1997 годах являлся парламентским личным секретарём министра внутренних дел Майкла Ховарда, в 1997—1999 годах состоял в той же должности при лидере оппозиции Уильяме Хэйге. В 1999—2001 годах отвечал за представление прессе мнения оппозиции по внутренним делам, с 2001 по 2002 год являлся теневым финансовым секретарём Казначейства, в 2002 году — теневым министром сельского хозяйства и рыболовства, в 2002—2003 годах теневым министром защиты окружающей среды, продовольствия и сельского хозяйства, в 2003—2007 годах — теневым министром по делам Северной Ирландии, в 2007—2010 годах — теневым министром иностранных дел и по делам Содружества.
12 мая 2010 года при формировании первого кабинета Кэмерона назначен государственным министром по делам Европы в Министерстве иностранных дел.
В 2013 году голосовал против легализации однополых браков в Великобритании (закон был принят Палатой общин большинством 400 голосов против 175). Объясняя свою позицию, сказал среди прочего, что сожалеет о своём голосовании в прошлом против легализации гражданского партнёрства, но смысл брака заключается не только во взаимной любви, но в рождении детей и их воспитании, а изменение этого определения намного более радикально, чем изменение минимального возраста для вступления в брак или разрешение регистрации брака не только в церкви, но и в гражданских бюро регистрации.
В 2015 году сохранил свою должность во втором кабинете Кэмерона. Заявил прессе, что выступает за сохранение Великобритании в единой Европе при условии проведения серьёзных реформ и выразил убеждение, что страна сможет вернуть себе часть полномочий, переданных Брюсселю. Другими важными проблемами он назвал отношения с Россией и поддержку таких стран, как Украина, в проведении их внутренних реформ, а также сохранение роли Великобритании в поддержании мира на Кипре.
13 июля 2016 года Дэвид Кэмерон ушел в отставку с должности премьер-министра в связи с исходом референдума о членстве Британии в Евросоюзе, на котором избиратели проголосовали за выход страны из ЕС. Преемником Кэмерона стала министр внутренних дел Великобритании Тереза Мэй, в её кабинете Дэвид Лидингтон назначен лидером Палаты общин и лордом-председателем Совета.
8 июня 2017 года состоялись досрочные парламентские выборы, и 11 июня Лидингтон получил портфель министра юстиции и лорда-канцлера во втором кабинете Мэй.
8 января 2018 года в ходе массовых перестановок в правительстве освобождён от своих прежних должностей и назначен канцлером Герцогства Ланкастерского и министром Кабинета. В ведение Лидингтона переданы многочисленные комитеты, связанные с выходом Великобритании из Евросоюза, деятельность которых прежде координировал Дэмиан Грин, хотя при подготовке референдума 2016 года Лидингтон агитировал против Брекзита.

## Личная жизнь
Женат, имеет четверых детей.